# 18 (album Carli Fernandes)
18 – debiutancki minialbum hiszpańsko-portugalsko-polskiej piosenkarki Carli Fernandes. Wydawnictwo ukazało się 2 grudnia 2021 roku nakładem wytwórni płytowej Universal Music Polska.
Album utrzymany jest w stylu muzyki pop. 
Nagrania były promowane singlami: „Jungle”, „Casual”, „Por Qué”, „Entera”, „Hasta La Vista”, „Sweatpants”, „OK” oraz „Będzie Co Ma Być”.
W albumie gościnnie wystąpili: Matt Hunter w utworze „Entera” oraz Maikel Delacalle w utworze „Por Qué”.

## Wydanie
Minialbum ukazał się w formacie digital download 2 grudnia 2021 roku, w Polsce za pośrednictwem wytwórni muzycznej Universal Music Polska.
Piosenkarka o płycie:

Ta EP-ka idealnie podsumowuje mój dotychczasowy repertuar. Nie znaczy to oczywiście, że znikam! Po prostu zamykam pewien muzyczny etap i przygotowuje się na otwarcie na kolejne wyzwania.

## Lista utworów
Opracowano na podstawie materiału źródłowego.
| 18 – Wersja standardowa | 18 – Wersja standardowa           | 18 – Wersja standardowa                                                         | 18 – Wersja standardowa                   | 18 – Wersja standardowa |
| Nr                      | Tytuł utworu                      | Kompozycja                                                                      | Muzyka                                    | Długość                 |
| ----------------------- | --------------------------------- | ------------------------------------------------------------------------------- | ----------------------------------------- | ----------------------- |
| 1.                      | „OK”                              | Carla Fernandes • Dominic Buczkowski-Wojtaszek • Patryk Kumór • Piotr Zborowski | Buczkowski-Wojtaszek • Kumór              | 2:48                    |
| 2.                      | „Entera” (oraz Matt Hunter)       | Matt Hunter • Will Tannergard • Zoe Hedderwick • Shaun Colwill                  | Tannergard • Kevin Grainger               | 2:23                    |
| 3.                      | „Wiem”                            | Fernandes • Zborowski                                                           | Zborowski • Bartosz Kopyt                 | 2:29                    |
| 4.                      | „Będzie Co Ma Być”                | Fernandes • Buczkowski-Wojtaszek • Kumór • Zborowski • Thomas Leithead-Docherty | Buczkowski-Wojtaszek • Kumór • Tom Martin | 3:05                    |
| 5.                      | „Jungle”                          | James Lewis • Robbie Jay • Jasmine Von Der Esch                                 | Lewis                                     | 2:25                    |
| 6.                      | „Casual”                          | Cameron Warren • Sigourney Korper • Livvy Nicole • Emma Stakes                  | Warren                                    | 2:39                    |
| 7.                      | „Sweatpants”                      | Fernandes • Zborowski                                                           | Zborowski                                 | 3:34                    |
| 8.                      | „Hasta La Vista”                  | Kasper Larsen • Lawrie Martin • Sam Merrifield                                  | Larsen                                    | 2:33                    |
| 9.                      | „Por Que” (oraz Maikel Delacalle) | Fernandes • Delacalle • Zborowski • Kumór • Buczkowski-Wojtaszek                | Hotel Torino • Zborowski                  | 2:39                    |
|                         |                                   |                                                                                 |                                           | 24:35                   |

## Link zewnętrzny
- Okładka albumu